# Redunca
Els redunques (Redunca) són un gènere d'antílops africans. Inclou tres espècies, que són:
- Redunca comú, Redunca arundinum[1]
- Redunca de muntanya, Redunca fulvorufula[2]
- Redunca bohor, Redunca redunca[3]